# Młynek Nieświński
Młynek Nieświński – wieś sołecka w Polsce położona w województwie świętokrzyskim, w powiecie koneckim, w gminie Końskie.
W skład sołectwa Młynek Nieświński wchodzi także wieś Czyste,
W latach 1975–1998 miejscowość administracyjnie należała do województwa kieleckiego.
Przez miejscowość przepływa rzeczka Młynkowska Rzeka, dopływ Drzewiczki.

## Części miejscowości
| SIMC    | Nazwa           | Rodzaj    |
| ------- | --------------- | --------- |
| 0243808 | Lipicz          | część wsi |
| 1017617 | Młynek Rogowski | część wsi |

## Turystyka
Młynek Nieświński jest punktem początkowym  czarnego szlaku rowerowego prowadzącego do Piekła.
Przez wieś przechodzi  czerwony szlak rowerowy do Sielpii Wielkiej.
Wieś otoczona jest gęstymi lasami mieszanymi, które w większości są częścią leśnictwa Barycz. Po wschodniej stronie od ulicy Świętokrzyskiej występują na terenach prywatnych liczne stawy. Stanowią atrakcję dla wędkarzy.

## Historia
Nieświński Młynek – tak pisana była nazwa w XIX wieku – osada w powiecie koneckim, gminie Duraczów, parafii Końskie, odległa od Końskich 6 wiorst.
W 1827 r. było 3 domy i 24 mieszkańców.
W 1886 było 5 domów i 40 mieszkańców, ziemi folwarcznej 12 mórg, włościańskiej 30 mórg. Wieś wchodziła w skład dóbr Końskie.
22 kwietnia 1944 roku, podczas hitlerowskiej inspekcji doszło do morderstwa dziesięciu Polaków z różnych miejscowości w młynkowskim/rogowskim lesie, z czego siedem nazwisk zostało potwierdzonych. Rozstrzelanie upamiętnia metalowy krzyż w lesie. W 74. rocznicę wydarzenia zorganizowana została uroczystość upamiętnienia wydarzenia; na skraju ulicy Rzecznej ustawiony został obelisk z tablicą z nazwiskami ofiar.
Obecnie wieś nazywana jest krócej Młynkiem; niechętnie przyjmowany jest drugi człon nazwy miejscowości, który stanowi przymiotnik od Nieświnia.

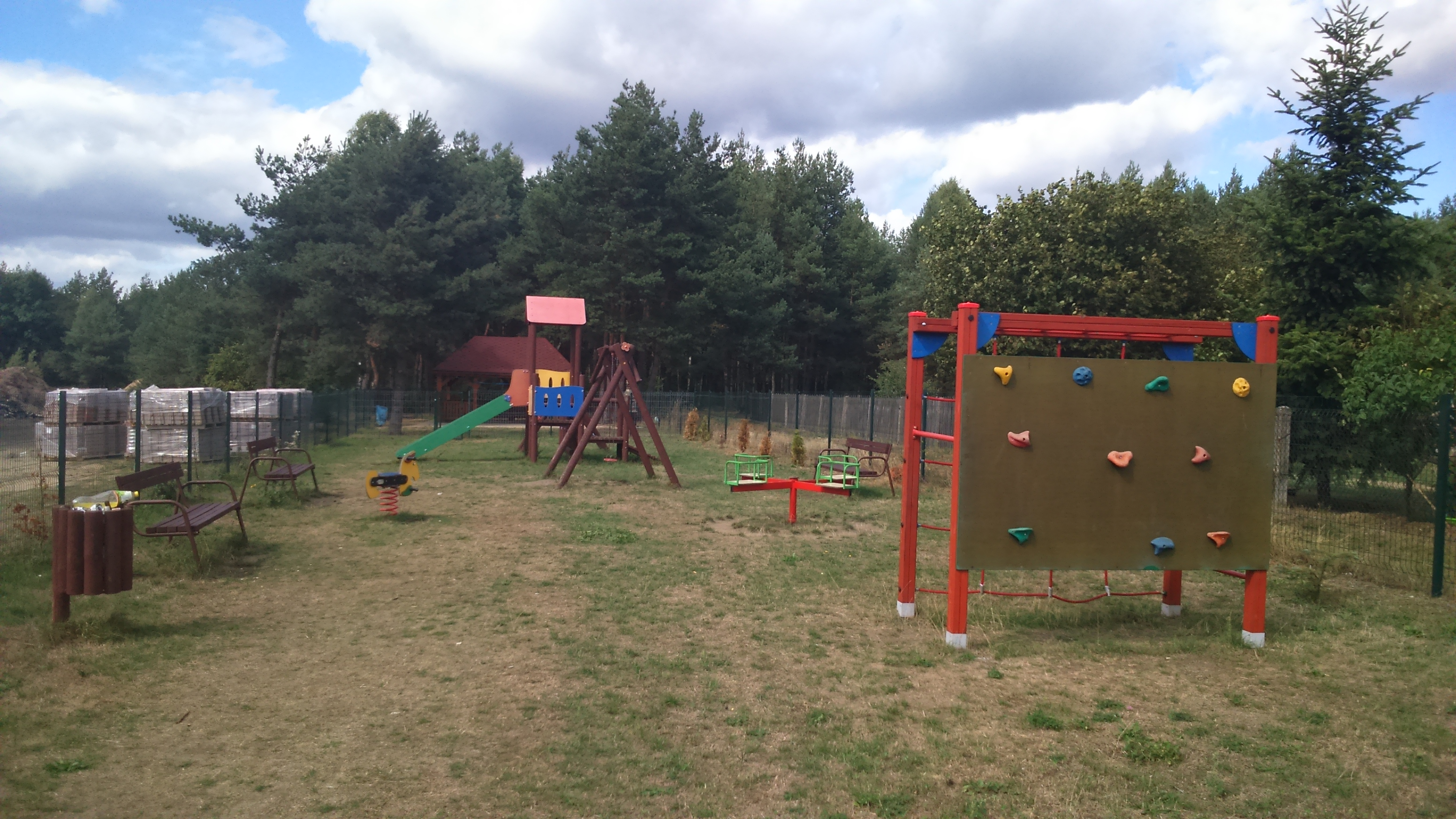
Plac zabaw (2015)

W 2023 roku powstała świetlica, będąca pierwszym i jedynym budynkiem we wsi finansowanym ze środków publicznych. Jest on częścią projektu rewitalizacyjnego Gminy Końskie.

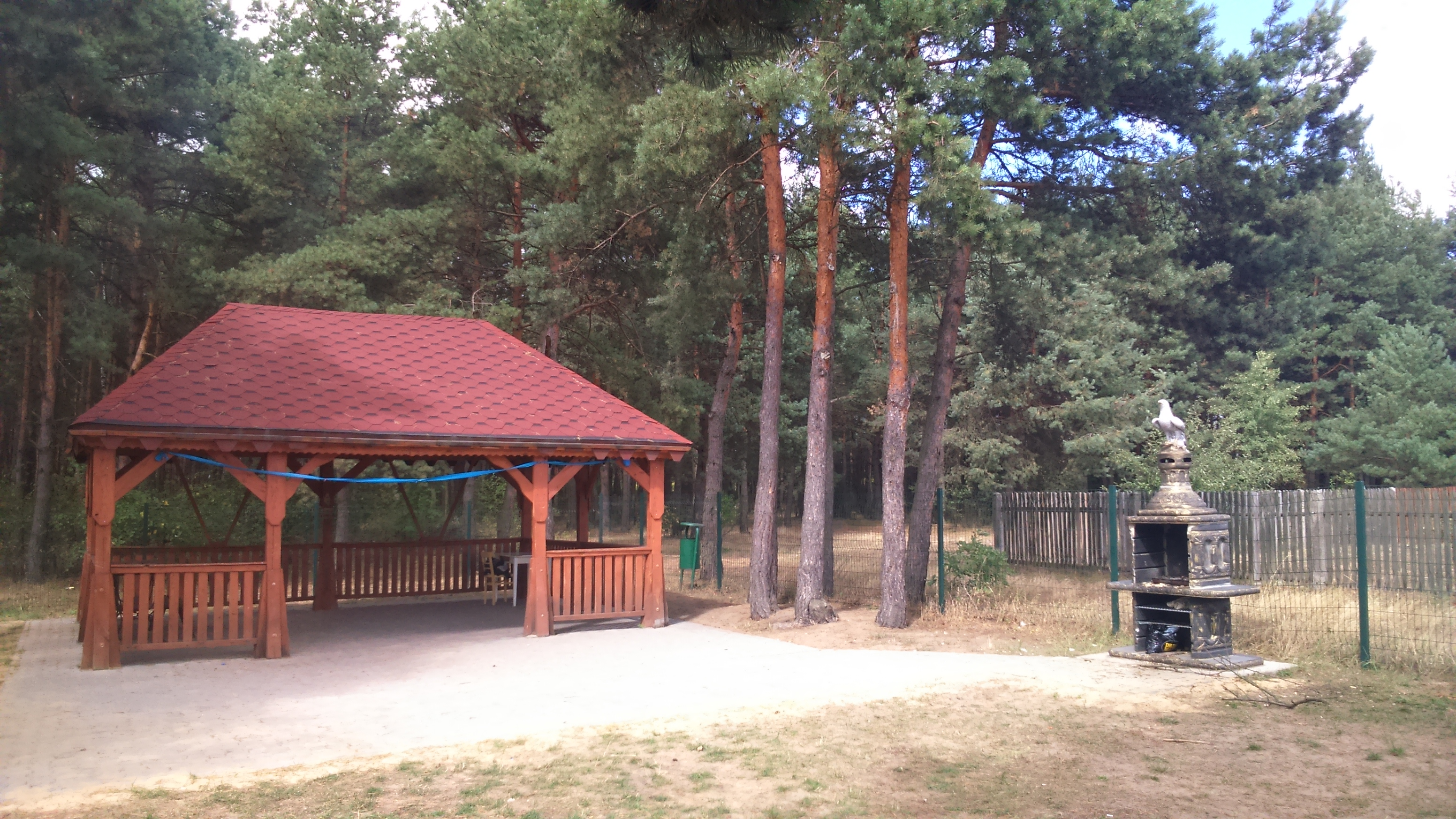
Altanka (2015)